# أبيجو (أسطورة)
أبيجو (بالإنجليزية: Abeguwo)‏ في أساطير ميلانيزيا وغانا الجديدة هي إلهة المطر التي يتحول بولها إلى نداوة.